# Сатунц, Арам Мовсесович
Ара́м Мовсе́сович (Моисеевич) Сату́нц (Сатя́н) (арм. Արամ Սաթունց (Սաթյան); 5 (18) февраля 1913, Мерв, Закаспийская область, Российская империя — 6 июня 1990, Ереван, Армянская ССР, СССР) — армянский советский композитор, дирижёр, музыкальный редактор. Народный артист Армянской ССР (1985).

## Биография
- 1931—1941 гг. — музыкант и дирижёр оркестра народных инструментов в Андижане, Баку, Грозном
- 1938—1941 гг. — Азербайджанская государственная консерватория (класс композиции Б. И. Зейдмана)
- 1941—1945 гг. — Участник Великой Отечественной войны (в 1985 году награждён орденом Отечественной войны II степени[2])
- 1945—1949 гг. — заведующий музыкальной частью Ереванской киностудии
- В 1947 г. — окончил Ереванскую консерваторию по классу композиции Т. Г. Тер-Мартиросяна
- 1949—1951 гг. — ответственный музыкальный редактор Армянского радиокомитета.
- 1951—1955 гг. — заведующий музыкальной частью Дома художественного воспитания детей и художественный руководитель хора Ереванского Дворца пионеров.
- 1956—1973 гг. — главный музыкальный редактор Армянского телевидения и радио.

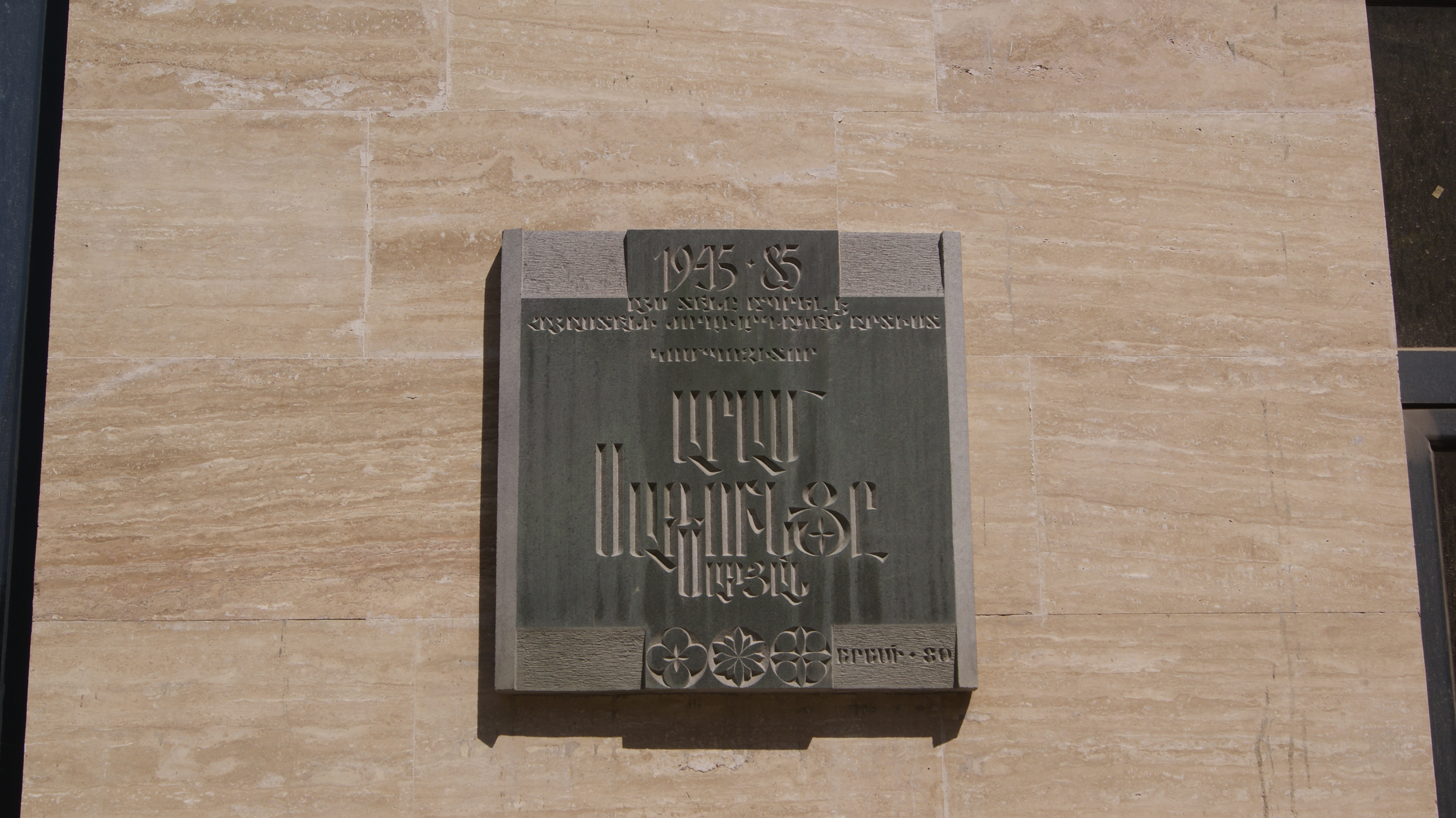
Мемориальная доска в Ереване, ул. К. Демирчяна

Похоронен на Тохмахском кладбище (Городской пантеон-2).

## Сочинения
Музыкальные комедии
- Восточный дантист (1938)
- В старом Тифлисе (1972)

Для солистов, хора и симфонического оркестра
- песенный цикл «Новые песни страны Наири» (1979)
- кантата «Подвиг народа бессмертен» (1980)

Для симфонического оркестра
- поэма «Зангезур» (1947)
- Армянская фантазия (1958)
- Рапсодия (1960)
- Два вальса — симфоническая фантазия (1970)

Для духового оркестра
- Празднично-танцевальная сюита (1967)

Для солистов, хора и оркестра народных инструментов
- сюита «Праздничная Армения» (1970)

Для эстрадно-симфонического оркестра-сюиты
- Олимпиада-80 (1980)
- Лучи луны (1987)

Для канона и оркестра
- Концертино (1987)

Для фортепианного трио
- Зангезурский танец (1947)

Для скрипки и фортепиано
- Интродукция и танец (1937)

Для мандолины и домры
- Сборник пьес (1940)

Для фортепиано
- Три прелюдии (1937)
- Тема с вариациями (1938)
- Соната-поэма (1946)

Для голоса и фортепиано
- Колыбельная (1960)
- Вечерний романс (1963)
- Два романса на сл. М. Лермонтова (1974)
- Баллада о любви (1974)

Песни на слова советских поэтов
- Вперед, победа за нами (сл. Н. Асеева, 1941)
- Смерть палачам (сл. С. Григоряна, 1941)
- Победа за нами (сл. В. Агасян, 1941)
- Слава Советской Армии (сл. А. Граши, 1955)
- Утро моей Родины (сл. М. Арутюняна, 1956)
- Молодёжный вальс (сл. С. Мурадяна, 1958)
- Вальс любви (сл. В. Арамуни, 1960)
- Мой родной Зангезур (сл. В. Арамуни, 1961)
- Мой Карабах (сл. А. Граши, 1962)
- Покорителям космоса (сл. С. Мурадяна, 1971)
- Медсестра (сл. А. Дарбни, 1973)
- Мой любимый Севан (сл. Н. Мовсесян, 1973)
- Песня о семи сестрах (сл. собств., 1974)

Сборники детских песен
- I (1957)
- II (1962)
- III (1965)
- сб. песен и романсов (1975)
- сб. лирических песен и романсов (1986)
- пять сборников патриотических песен (1975, 1978, 1980, 1985, 1987)
- музыка к драм. спектаклям, кинофильмам и телепостановкам

## Семья
- Сатян, Ашот Мовсесович (1906—1958) — брат, советский композитор и дирижёр, председатель Союза композиторов Армянской ССР (1948—1952).
- Сатян, Арам Арамович (р. 1947) — сын, советский и армянский композитор, председатель Союза композиторов Армении (с 2013 года)[4].
- Сатян, Рубен Арамович (р. 1948) — сын, советский и армянский журналист, главный редактор армянской русскоязычной газеты «Новое время» (с 1992 года).